# 坎貝爾頓 (喬治亞州)
坎貝爾頓（英語：Campbellton）是位於美國喬治亞州富爾頓縣的一個非建制地區。該地的面積和人口皆未知。

## 地理
坎貝爾頓的座標為33°39′01″N 84°40′10″W / 33.65028°N 84.66944°W，而該地的平均海拔高度為244米（即801英尺）。